# Kangwon (Severní Korea)
Provincie Kangwon (korejsky 강원도 – 江原道; Kangwŏn-do) je provincie Severní Koreje. Vznikla při rozdělení Koreje v roce 1945 rozdělením historické provincie Kangwon na severní a jižní část a připojením Wonsanu, který je dnes hlavním městem severokorejské části.
Celá provincie má rozlohu 11 255 čtverečních kilometrů a v roce 2008 v ní žilo necelého půldruhého milionu obyvatel.

## Poloha
Provincie Kangwon se nachází na jihozápadě Severní Koreje. Na severu hraničí s Jižním Hamgjongem, na západě s Jižním Pchjonganem a Severním Hwanghe. Na jihu hraničí s Jižní Koreou a je zde oddělena korejským demilitarizovaným pásmem od jihokorejského Kangwonu. Na východě sousedí s Japonským mořem.

## Členění
Severokorejský Kangwon se člení na dvě města, Wonsan a Munčchon, patnáct okresů a turistický region Kumgangsan.